# Собор Пресвятой Девы Марии (Елгава)
Собор Пресвятой Девы Марии (латыш. Bezvainīgās Jaunavas Marijas katedrāle), Собор Елгавы — католический собор в городе Елгава, Латвия. Кафедральный собор Елгавской епархии. Памятник архитектуры, построен в 1906 году в неоготическом стиле на месте более древней церкви.
Католический храм в центре Елгавы (Митавы) начали строить во времена герцога Фридриха в 1630—1635 годах. Однако закончено строительство было позже, при герцоге Якобе. С 1672 по 1773 год храм принадлежал иезуитам. C 1783 по 1798 год в Елгаве находилась резиденция Ливонского епископа.
Современное здание было выстроено в 1906 году на месте старого храма по проекту архитектора К. Э. Страдманиса и освящено во имя Святого Георгия. Позднее название церкви было изменено на «церковь Пресвятой Девы Марии». Во время Второй мировой войны церковь серьёзно пострадала, к 1992 году полностью восстановлена. В 1995 году была создана епархия Елгавы, после чего церковь Пресвятой Девы Марии получила статус кафедрального собора